# Tor-Göran Henriksson
Tor-Göran Henriksson, född 17 november 1939, död 24 november 2013 i Uppsala, var en svensk läkare.
Henriksson blev 1969 legitimerad läkare samt 1971 medicine doktor och docent vid Uppsala universitet, där han även var universitetslektor. Han blev senare överläkare vid plastikkirurgiska kliniken i Uppsala. Parallellt med sitt yrke som kirurg var han även verksam som konstnär med ett särpräglat naivistisk uttryck. 
Boken om hans konst ’Mina systrar’ med essäer av Torsten Ekbom och Leif Zern och är utgiven på Atlantis förlag.
Han var gift med konstnär Ulla Fries.